# David Gnomo amico mio
David Gnomo amico mio (David el gnomo) è una serie televisiva a disegni animati spagnola, ispirata all'opera dell'illustratore olandese Rien Poortvliet Gnomi (Leven en werken van de Kabouter, 1976), primo di una serie di libri illustrati sugli gnomi dello stesso autore.
In Italia fu trasmesso dal 1986 al 1987 da Italia 1 in prima fascia serale, precedendo immediatamente la serie Vola mio mini pony; e, sull'onda del successo del cartone fu data alle stampe da Arnoldo Mondadori Editore nel 1983 una pubblicazione in 25 volumi, chiamata Gnomi e animali. Successivamente fu pubblicato dalla De Agostini AMZ nel 1986 con il titolo Il libro segreto degli gnomi.

## Trama
Sulla falsariga dell'opera di Poortvliet, che aveva descritto in maniera pseudoscientifica l'esistenza del piccolo popolo degli Gnomi nel 1976, la serie mostra la vita e le abitudini di questi esseri, in particolare di uno di essi, di nome David, uno gnomo medico svedese che vive in una minuscola casa nel bosco con la moglie Lisa e i due figlioletti e che ha dedicato tutta la sua esistenza alla cura degli animali della foresta. Ogni qualvolta un animale ha bisogno di aiuto, David, avvertito dalla sua volpe Swift (che gli funge da cavalcatura terrestre) o da un corvo (sua cavalcatura aerea) accorre prontamente a salvarlo: ad esempio libera un daino dai parassiti che gli infestano le vie respiratorie, districa due cervi le cui corna si sono aggrovigliate e degli uccelli rinchiusi in un negozio, aiuta delle lepri a sfuggire ad un'inondazione e dei tassi a salvare i loro figli. Talvolta cura anche umani (come una lattaia che si era slogata una caviglia) e, naturalmente, altri gnomi.
La sua fama di medico è tale da portarlo ad essere molto influente nel mondo degli Gnomi, al punto che spesso il re lo chiama alla sua corte reale (che si trova in Siberia) per risolvere dei gravi problemi dovuti di solito al rapporto con gli umani o alla gestione del Regno. 
Ad avversare gli Gnomi vi sono i temibili troll, degli esseri malvagi che vivono in maniera abietta e, se esposti alla luce del sole, si trasformano in pietra. David è più volte costretto a scontrarsi con loro, ad esempio quando: durante un matrimonio, i troll accendendo un fuoco davanti all'albero nel quale è costruita la casa ove si festeggia e costringono tutti i convitati a fuggire attraverso un'uscita segreta; rubano il bisturi d'argento appartenuto ai suoi antenati e conservato in India; catturano David e lo mettono in gabbia per torturarlo (è la moglie Lisa a salvarlo travestendosi da strega e cucinando ai troll una zuppa narcotizzata). Tuttavia ciò non impedisce a David, in un'altra occasione, di salvare un loro cucciolo, immobilizzato su un sasso in mezzo ad un fiume.
Talvolta David vive anche avventure che coinvolgono gli umani. Ad esempio esaudisce tre desideri di un taglialegna che ha salvato sua moglie Lisa da un gatto che l'aveva catturata: dapprima questi chiede come ricompensa un lingotto d'oro e l'ottiene, indi finisce nelle sabbie mobili e viene salvato da David, alla fine viene arrestato ingiustamente e lo gnomo lo aiuta ad uscire, chiedendo però in cambio (come pagamento per l'avvocato) il lingotto d'oro datogli in precedenza (che torna al tesoro della Corte Reale degli Gnomi, da dove era stato preso in prestito).
La serie si conclude con la morte di David, che, come tutti gli gnomi, divenuto troppo anziano verso i quattrocento anni, si reca alle Montagne dell'Aldilà, dove spira e si tramuta, con la moglie e un amico, in un ciliegio.
La serie Viaggiamo con Benjamin appare come una sorta di seguito di David Gnomo amico mio.

## Doppiaggio
| Personaggio   | Doppiatore statunitense | Doppiatore italiano |
| ------------- | ----------------------- | ------------------- |
| David         | Tom Bosley              | Pietro Ubaldi       |
| Lisa          | Jane Woods              | Graziella Porta     |
| Susan         | Barbara Pogemiller      | Debora Magnaghi     |
| Pit           | Adrian Knight           |                     |
| Pot           | Mark Denis              |                     |
| Pat           | Rob Roy                 |                     |
| Re            | Richard Dugmont         |                     |
| Anna          |                         | Emanuela Pacotto    |
| Voce narrante | Christopher Plummer     |                     |

## Sigla italiana
La sigla David Gnomo amico mio, musica e arrangiamento di Carmelo Carucci, testo di Alessandra Valeri Manera, è interpretata da Cristina D'Avena con la partecipazione del coro I Piccoli Cantori di Milano. L'album omonimo con la colonna sonora del cartone, è pubblicato da Five Record.  La base musicale fu riutilizzata anche per la sigla spagnola Orsi (Belle et Sebastien).

## Episodi
1. David, bravo medico
2. I perfidi troll
3. L'erba miracolosa
4. Il piccolo troll
5. La casa degli gnomi
6. Le nozze
7. David e la disavventura di Pufy
8. Il recupero dell'oro
9. Gli elfi burloni
10. Il futuro dottore
11. Il bisturi magico
12. Il vecchio giardino
13. L'orso intrappolato
14. Un giro accidentato
15. Il boscaiolo
16. Una lezione allo gnomo Kostia
17. Il salvataggio delle lepri
18. Caviglia rotta
19. La pietra senza ombra
20. I pigliamosche
21. Il salvataggio dei pipistrelli
22. La festa al mulino
23. Viaggio in Australia - (Erroneamente trascritto ''Viaggio il Australia'' dagli autori)
24. Il lupo avvelenato
25. Il vecchio dottore
26. Oltre le montagne